# Mick Jones (ur. 1955)
Michael Geoffrey Jones (ur. 26 czerwca 1955 w Brixton w Londynie) – brytyjski gitarzysta i wokalista zespołów: London SS, The Clash i Big Audio Dynamite.
Mick urodził się w Brixton w Londynie. Jego ojciec był Walijczykiem, jego matka Rosjanką. Jednak dużo czasu w młodości spędził u babci w Walii, podczas gdy jego rodzice wiązali ledwo koniec z końcem z powodu ciągłych problemów z pracą.
Zaczął zyskiwać uznanie jako gitarzysta na początku lat 70. XX wieku. W wieku 20 lat założył wraz z Tony Jamesem zespół London SS. Na jednym z londyńskich koncertów poznał Joe Strummera, któremu zaproponował śpiewanie w swoim zespole. Strummer przystał na propozycję rezygnując z gry w swoim zespole The 101’ers. Mick rozwiązał ostatecznie London SS i powołał zespół The Clash.
W The Clash Jones był współautorem wszystkich utworów, w których również śpiewał, do czasu usunięcia go z zespołu w roku 1983 przez Joe Strummera i Paula Simonona. Mick założył wówczas swój własny zespół Big Audio Dynamite, prezentujący taneczną muzykę. Wiele utworów Big Audio Dynamite było przebojami dyskotek. Przy drugim albumie Jones znów pracował ze Strummerem, który napisał kilka piosenek. Do trzeciego albumu „Tighten, Vol.88” okładkę namalował Paul Simonon – były basista The Clash. Po wydaniu „Megatop Phoenix”, Jones zmienił skład zespołu i przemianował nazwę na Big Audio Dynamite II i wydał w 1991 roku album „Globe”. Skład zespołu został przetasowany znów w 1994 roku i następnie wyszedł album „Higher Power” pod nazwą Big Audio. W 1995 album „Planet B. A. D.” został wydany znów pod oryginalną nazwą Big Audio Dynamite. Późniejszy album „Entering New Ride” został zarejestrowany w 1997 roku i został wypuszczony tylko w internecie. W 1999 został wydany album „Super Hits” z największymi przebojami zespołu.
W 2005 Jones nawiązał współpracę z byłym członkiem London SS, Generation X i Sigue Sigue Sputnik Tony Jamesem i utworzyli zespół nazwany Carbon/Silicon. Zespół zjeździł Wielką Brytanię. Zarejestrowali trzy albumy: „Sample This”, „Peace, Dope Factory Boogie” i „The Grand Delusion”. Zachęcają fanów, aby dzielili się ich muzyką na sieciach P2P.
Wyprodukował obie płyty zespołu The Libertines: „Up The Bracket” (2002) i „The Libertines” (2004).
W 2006 roku Jones wystąpił w wideoklipie do piosenki Johnny Casha „God's Gonna Cut You Down”.

## Filmografia
- Lemmy (2010, film dokumentalny, reżyseria: Greg Olliver, Wes Orshoski)[2]